# Râul Tartod
Râul Tartod este un mic curs de apă, afluent al râului Târnava Mare.,

## Hărți
- Harta județului Harghita